# Achilleshælen er mit våben
Achilleshælen er mit våben är en dansk film från 1973.

## Medverkande
- Jenny Agutter
- Blandine Ebinger
- Poul Reichhardt
- Mette Hønningen
- Henning Kronstam
- Erik Mørk
- Hans Schwartz
- Kirsten Simone
- Edvin Tiemroth
- Astrid Villaume
- Ole Wegener
- Valsø Holm
- Bjørn Puggaard-Müller
- Carl Ottosen
- Ellen Margrethe Stein